# Корбах
Ко́рбах (нем. Korbach, н.-нем. Körbach) — город в Германии, районный центр, ганзейский город, расположен в земле Гессен. Подчинён административному округу Кассель. Входит в состав района Вальдек-Франкенберг. Население составляет 23 581 человек (на 31 декабря 2010 года). Занимает площадь 123,98 км². Официальный код — 06 6 35 015.

## Спорт
В Корбахе проживает Ян Жолтовски, германский шашечный функционер, шашист, президент IGDD (Interessengemeinschaft Damespiel in Deutschland, Германская Федерация шашек) и чемпион Германии по международным шашкам 2002 года. В 2008 году прошёл Чемпионат Германии по чекерсу, в 2012 году прошел Европейский отборочный турнир к чемпионату мира по международным шашкам 2012.

## Города-побратимы
- Переславль-Залесский, Россия (с 1990 года)